# Kaliumdivätefosfat

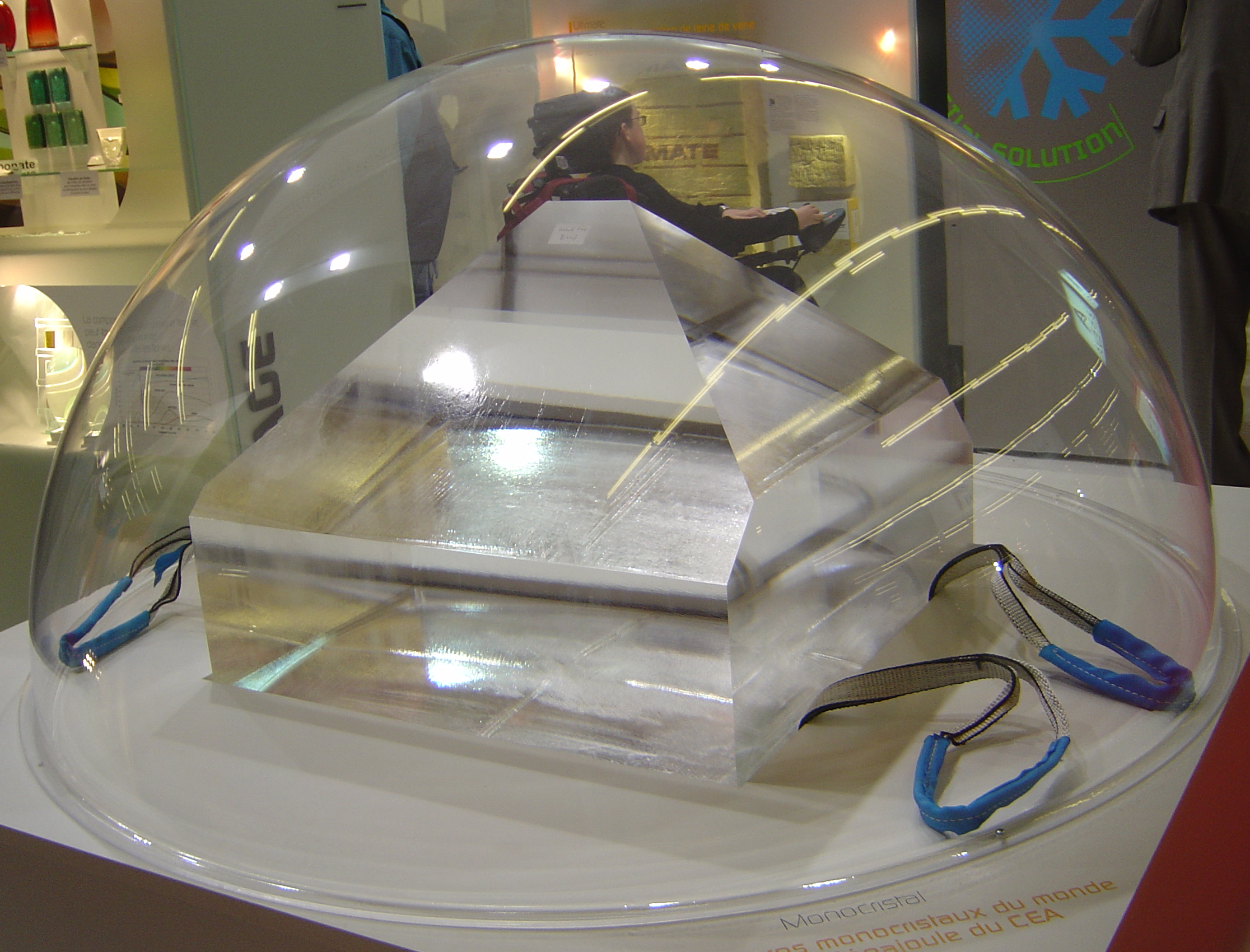
En av världens största kristaller av kaliumdivätefosfat, tillverkad av Saint-Gobain.

Kaliumdivätefosfat är ett salt av kalium och fosforsyra med formeln KH2PO4.

## Egenskaper
Kristaller av kaliumdivätefosfat har olinjära optiska egenskaper (frekvensdubbling) som kan användas vid optisk modulation. Vid 400 °C sönderfaller kaliumdivätefosfat till kaliumfosfit (KPO3) och vatten.
{\displaystyle {\rm {KH_{2}PO_{4}\ {\xrightarrow {\Delta }}\ KPO_{3}+H_{2}O}}}

## Användning
Kaliumdivätefosfat säljs som gödningsmedel under beteckningen MKP (Monobasic Kalium Phosphate) och används vanligen i växthus och hydrokultur. Det används också som tillsats i cigaretter och sportdrycker och har E-nummer 340.
Kaliumdivätefosfat där väteatomerna har ersats med deuterium används i optik för neodymlaser. Deuteriumet ändrar kristallstrukturen så att absorbansen vid våglängden 1064 nm blir < 0,1 %/mm i stället för 0,5 %/mm.